# کانگوروی درختی ایفولا
کانگوروی درختی ایفولا (نام علمی: Dendrolagus notatus) نام یک گونه از سرده کانگوروی درختی است.